# Camilla Dalby

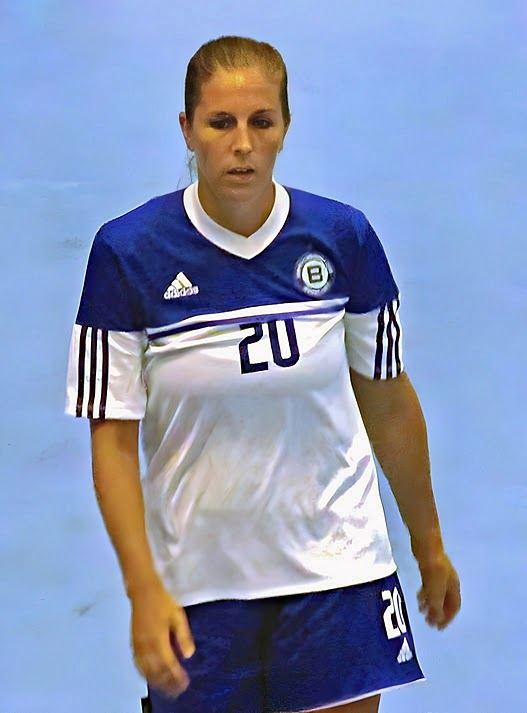
Camilla Dalby, 2014.

Camilla Dalby, född 15 maj 1988 i Randers, är en dansk tidigare handbollsspelare (högernia).

## Klubbkarriär
Camilla Dalby inledde sin handbollskarriär i Spentrup IF med hennes mor som tränare och far som klubbdirektör. Därefter spelade hon i Randers Freja och från 2010 i Randers HK. I sin debutmatch for Randers HK i en tv-sänd ligamatch mot Slagelse DT gjorde Dalby sitt första mål efter några få sekunder på den norske landslagsmålvakten Cecilie Leganger. I de två efterföljande matcherna mot Team Tvis Holstebro och Horsens HK gjorde Dalby sex och sju mål. Med sin klubb Randers HK vann hon DM-silver 2009 och DM-guld 2012 och en titel i EHF-cupen 2010. Säsongen 2010/2011 blev hon årets spelare i danska ligan.
2013 började hon spela för ZRK Buducnost. Med den klubben vann hon Champions League 2015. Hon återvände 2015 till danska Randers. Efter att ha fött barn 2018 valde hon att avsluta karriären 2019.

## Landslagskarriär
Camilla Dalby fick debutera i ungdomslandslaget den 1 december 2006 och spelade 30 matcher med 126 mål gjorda. Hon var 2007 med och vann U19-EM i Turkiet och året efter silver vid U20-VM. Dalby blev turneringens skyttedrottning med 65 mål.
Hon fick debutera i A-landslaget den 17 oktober 2007 i en match mot Ryssland som slutade 22-22. Dalby spelade totalt 108 matcher och gjorde 303 mål i landslaget. Mästerskapsdebut gjorde hon vid EM 2008. Hon var med vid VM 2009 i Kina där Danmark kom femma. Hon fick sitt egentliga genombrott i landslaget vid VM 2009 mot Frankrike, då hon gjorde åtta mål. Vid World Cup 2010 blev hon vald till turneringens högernia i All star team, som enda utvalda danska. Hon spelade också EM 2010, OS 2012 och VM 2013 för Danmark. VM 2011 missade hon på grund av en knäskada. Sina sista landskamper gjorde hon i OS-kvalet 2016 där Danmark inte lyckades kvalificera sig för OS.

## Privatliv
I oktober 2017 offentliggjorde Dalby att hon väntade sitt första barn. Det blev en son, som föddes i mars 2019.

## Klubbar
- Spentrup IF (–2007)
- Randers Freja (2007–2010)
- Randers HK (2010–2013)
- ZRK Buducnost (2013–2015)
- Randers HK (2015–2019)

## Meriter

### Klubblagsmeriter
Internationellt
- Champions League 2015 med ZRK Buducnost
- Silver i Champions League 2014 med ZRK Buducnost
- EHF-cupen 2010 med Randers HK

Nationellt
- Dansk mästare 2012 med Randers HK
- Dansk cupvinnare 2016 med Randers HK

### Landslagsmeriter
- VM-brons 2013 med Danmarks landslag
- Guld vid U19-EM 2007 med Danmarks ungdomslandslag
- Silver vid U20-VM 2008 med Danmarks ungdomslandslag